# Ninive (település)
A bibliai nevén ismert Ninive (eredeti akkádul: Ninua, újarameus-asszír ܢܸܢܘܵܐ; Nuni(w)a, héberül: נינוה; Nīnəwē, ógörögül: Νινευη; Nineué, latinul: Ninive) az Újasszír Birodalom fővárosa volt Szín-ahhé-eríba uralkodásától kezdve a birodalom bukásáig (Kr. e. 704 – Kr. e. 612 ), de  a Tigris és Hoszr találkozásánál  fekvő város már kezdettől fogva jelentős kereskedelmi és vallási központ volt. Nevét Nintől, a Két folyam országának nagy istennőjétől kapta. Romjai ma Irak területén, Moszul városán belül láthatóak: a palota romjaiból felépült domb a Tell-Kújundzsík, a helyőrség maradványaiból képződött halom pedig a Tell-Nebí-Júnusz nevet viseli.

## A város története
A Tigris és mellékfolyója, a Hoszr találkozásánál, fontos kereskedelmi csomóponton épült Ninive már az őskorban, a Haszúna-kultúra (Kr. e. 7. évezred) korában is lakott volt, a tell kb. háromnegyede őskori eredetű. A város a Kr. e. 4. évezredben az Uruk-kultúrával együtt haladt a fejlődésben. Éannatum átépíttetett egy Nin nevű várost az i. e. 25. század közepén, amely feltehetően a korai Ninivével azonos. Igazi nagy jelentőségre azonban csak a Kr. e. 2. évezredtől tett szert Asszíria területén. Istár-szentélye volt különösen jelentős.
Fővárossá akkor lett, amikor a nagy hódító, II. Sarrukín egy Kr. e. 705-ös anatóliai hadjáratán elesett, ezért utódja, a babonás Szín-ahhé-eríba jobbnak látta elhagyni atyja nemrégiben felépített új székvárosát, Dúr-Sarrukínt. Ekkor épült fel „a palota, amelynek nincs párja”, a domborművekkel gazdagon díszített ún. Délnyugati-palota. A helyőrségi palota Jónás próféta feltételezett nyughelyén, a közeli Tell Nebi Júnusz helyén épült fel.
Ezt követően Assur-bán-apli, Szín-ahhé-eriba unokája egy újabb palotát épített (Északi-palota), innen származnak a híres, oroszlánvadászatot ábrázoló domborművek.
Ninivét Kr. e. 612-ben a méd–babiloni koalíció seregei foglalták el, rabolták ki és rombolták le. A hely hosszú időre elnéptelenedett, csak az újperzsa korban alakult ki új város a romokon. 627-ben döntő győzelmet vívott itt ki Hérakleiosz bizánci császár a perzsa erőkkel szemben. Ninivét végül a Tigris túlpartján épült Moszul kebelezte be. A város nevét ma az arab Nínava tartomány őrzi.
A görög korban úgy tartották, hogy Ninivét Héraklész vagy Bélosz leszármazottja, Ninosz alapította és róla nevezték el. Erről már Hérodotosz is írt.

## Fontosabb épületek
Szín-ahhé-eriba Kr. e. 694-ben felavatott palotája a legnagyobb az asszír történelem során: a terasz, amelyen helyet kapott, 500*240 méteres alapterületű, hozzá hatalmas függőkertek (valószínűleg a helytelenül Babilonban feltételezett Szemiramisz függőkertje) csatlakoztak. „A palotának, amelynek nincs párja”, eddig mintegy negyedét tárták fel a régészek. Ez a királyi lakhely is gazdag domborművekben és szobrokban, de ezúttal bronzból készült és ezüsttel bevont alkotások is előkerültek. Újdonságnak számított az oszlopok csak feliratokból ismert alkalmazása is, ugyanis a faoszlopok a város pusztulásakor leégtek, fémrészeiket pedig beolvasztották. Különös figyelmet érdemel az ún. 36. terem dombormű-dekorációja, amely egy bibliai eseményt, Lákis ostromát dolgozza fel igen részletesen.
Assur-ah-iddina Kalhuba tervezett visszatelepülni, de gyorsan bekövetkezett halála megakadályozta az ottani építkezés befejezésében. Fia, Assur-bán-apli eleinte Szín-ahhé-eriba palotájában lakott, és folytatta dekorálását, de végül saját rezidenciát emeltetett. A Kr. e. 645-en átadott Északi Palotát kevésbé részletesen tárták fel, de az megállapítható, hogy a szárnyas bikákat szárnyas géniuszok váltották fel, a domborművek pedig a hadjáratok mellett vadászatokról szólnak. Különlegesség az uralkodót felesége társaságában egy lugasban ábrázoló dombormű, mivel családi jeleneteket nem ismerünk más palotákból.

## Feltárás

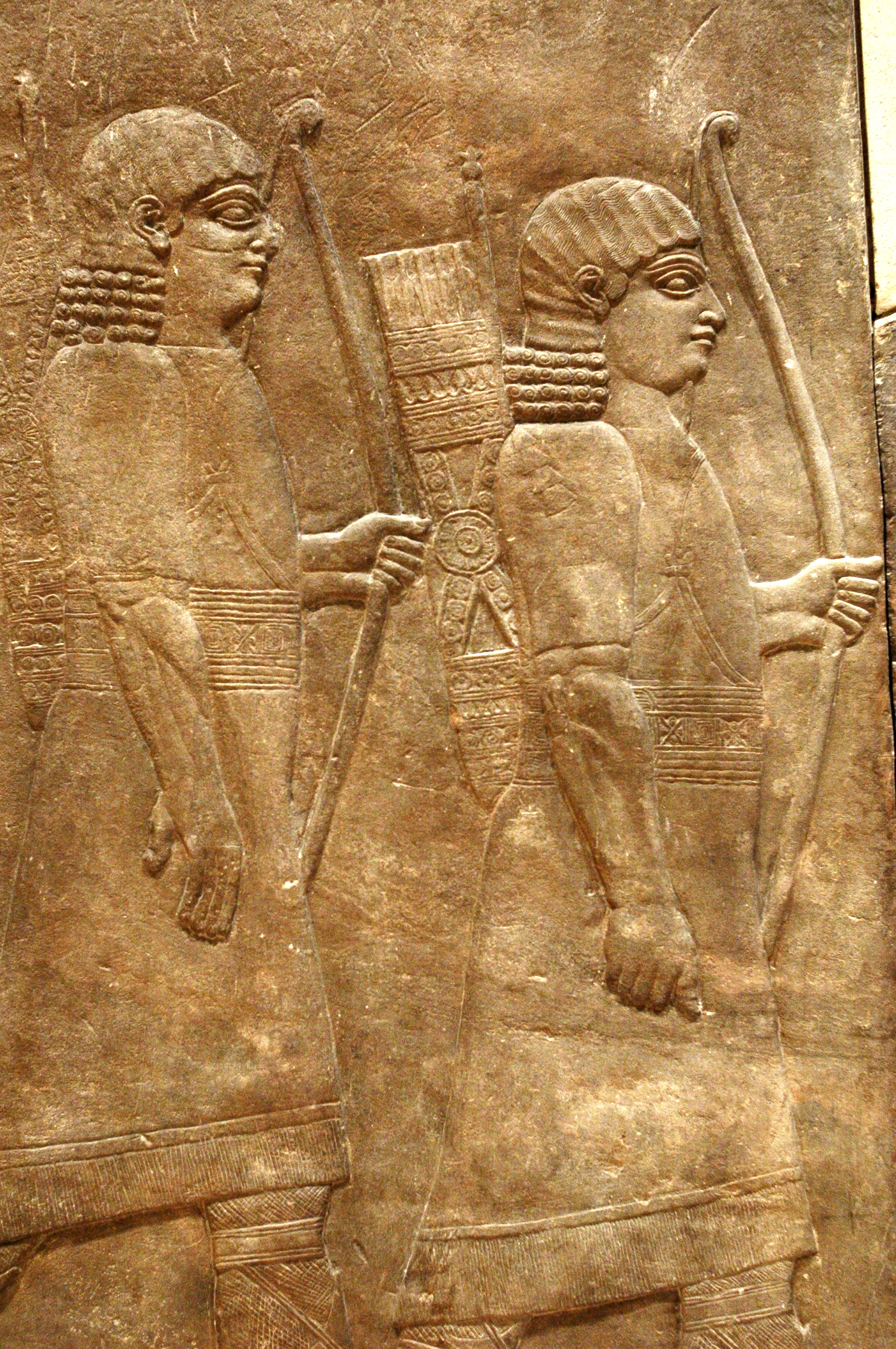
Assur-bán-apli íjászai. A ninivei domborművet ma a Louvre-ban őrzik

A mintegy 12 kilométeres fallal (neve „a fal, amely elborzasztja az ellenséget”) és (mára feltöltődött) árokrendszerrel körülvett, északnyugat-délkelet tájolású várost kettévágta a Hoszr folyó. A folyó jobb partján álló Kújundzsík-dombot már tüzetesen átvizsgálták, a szemközt fekvő Jónás próféta-domb esetében az itt álló muszlim szentély miatt ez nem volt lehetséges.
A 19. század elején már a Babilonban is kutató Claudius James Rich is járt, és a helyiektől értesült arról, hogy a dombokból olykor érdekes szobrok kerülnek elő. A környéken először a Rich nyomán tájékozodó Jules Mohl javaslatára Franciaország moszuli konzulja kezdett kutatásokat. Paul-Émile Botta 1842-ben a Tell Kújundzsíkot kezdte kutatni, de a többrétegnyi törmelékben az első esztendőben alig talált valamit, ezért ásatásait máshova helyezte át. 1843-ban, Dúr-Sarrukín feltárásakor azt hitte, hogy megtalálta Ninivét, ám ez a dicsőség valójában a brit kalandor, Austen Henry Layard fejére szállt. 
Ő Kalhu sikeres feltárása és Assur eredménytelen kutatását követően, 1847-ben kezdte kutatni a környék dombjait, és hamarosan rábukkant Szín-ahhé-eriba Délnyugati-palotájára. Layard rövid hazatérését követően 1849-ben kezdődtek újra az ásatások. 1851-ben Layard pénzhiány miatt hazatért, munkáját helyettese, Hormuzd Rassam vitte tovább. Ő fedezte fel Assur-bán-apli Északi-palotáját és 22 000 agyagtáblát számláló könyvtárát. Rassam leletei fantasztikusak, ám munkája szakmailag sok kívánnivalót hagyott maga után, mivel a különféle lelőhelyeken talált tárgyak pontos helyét és küllemét nem dokumentálta, és gyakran nem különítette el őket. A feltárást a 1873-ban George Smith, az autodidakta módon assziriológussá lett vésnök folytatta, aki megtalálta az özönvíz történetének mezopotámiai változatát. Smith 1876-os halála után 1878-ban ismét Rassam kezébe került a mezopotámiai ásatások irányítása.
A leletek számos európai gyűjteményt gazdagítottak. A 20. század elején a British Museum régészei a Nabú-templom környékét kutatták át tüzetesen L. W. King vezetésével, majd 1927-ben ismét, ezúttal Campbell Thompson vezénylete alatt. A második világháború után iraki régészek kutatták a lelőhelyet, 1956-tól rekonstrukciós munkálatok indultak, hogy turisztikai látványossággá tegyék Ninivét. A falak egy részét újjá is építették. 1987-1990 között David Stronach vezette itt a feltárásokat, aki a 15 kapura és a város ókori csatornáira összpontosított.
A Shafaq News hírforrás jelentése szerint 2015. január 27-én éjjel az Iszlám Állam dzsihádistái – korábbi fenyegetésüket beváltva – felrobbantották a fal nagy részét. Ezt a hírt végül fényképekkel cáfolták.